# Lepidostoma tapanti
Lepidostoma tapanti är en nattsländeart som beskrevs av Ralph W. Holzenthal och Embrik Strand 1992. Lepidostoma tapanti ingår i släktet Lepidostoma och familjen kantrörsnattsländor. Inga underarter finns listade i Catalogue of Life.